# André Gabriello
Ne doit pas être confondu avec Gabriel Gabrio.
Pour les articles homonymes, voir Gabriello.
André Galopet, dit André Gabriello ou simplement Gabriello, est un acteur et chansonnier français, né le 15 octobre 1896 à Paris et mort le 19 mars 1975 dans la même ville.

## Biographie
André Galopet est né le 15 octobre 1896 dans le 9e arrondissement de Paris.
Engagé volontaire dans l'artillerie lourde à 18 ans en janvier 1915, il sert en France puis sur le Front d'Orient et est démobilisé en novembre 1919.
Sa diction très rapide et saccadée était facilement reconnaissable. Chansonnier, artiste de cabaret et comédien, il avait la réputation d'être un bon vivant et d'avoir un bon coup de fourchette, d'où un certain embonpoint dont ce Parisien invétéré jouait volontiers.
Gabriello est le père des comédiennes Suzanne Gabriello (1932-1992) et France Gabriel . Son épouse est décédée en 1989.
Il meurt le 19 mars 1975 dans le 13e arrondissement de Paris. Il repose au cimetière Saint-Vincent de Montmartre auprès de sa fille Suzanne.

## Filmographie

### Années 1930
- 1931 : Calais-Douvres de Jean Boyer et Anatol Litvak : Tom
- 1932 : Mirages de Paris de Fédor Ozep : Bancroft
- 1932 : Allô !... police de Robert Péguy - (court métrage)
- 1932 : Champion de mon amour de René Jayet - (court métrage)
- 1933 : Une vie perdue de Raymond Rouleau et Alexandre Esway
- 1933 : La Mille et Deuxième Nuit d'Alexandre Volkoff : le marchand d'esclaves
- 1934 : Mon cœur t'appelle de Carmine Gallone : Favrolles (dans la version française)
- 1935 : Divine de Max Ophüls : Coirol
- 1936 : Partie de campagne de Jean Renoir : Monsieur Dufour - (moyen métrage)
- 1936 : Les Bas-fonds de Jean Renoir : l'inspecteur
- 1937 : Yoshiwara de Max Ophüls : Pô
- 1938 : La Tragédie impériale de Marcel l'Herbier : Stankevitch
- 1938 : L'Affaire Lafarge de Pierre Chenal : Rogue
- 1938 : La Maison du Maltais de Pierre Chenal : l'homme volé
- 1939 : Sans lendemain de Max Ophüls

### Années 1940
- 1940 : Narcisse de Ayres d'Aguiar : le sergent-major
- 1942 : Caprices de Léo Joannon : le commissaire
- 1942 : L'assassin habite au 21 de Henri-Georges Clouzot : l'agent Pussot
- 1942 : La Fausse Maîtresse de André Cayatte : l'huissier
- 1942 : Défense d'aimer de Richard Pottier : Gavard
- 1942 : Mariage d'amour de Henri Decoin : Loustalec
- 1943 : Picpus de Richard Pottier : Lucas
- 1943 : La Main du diable de Maurice Tourneur : le dîneur
- 1943 : Vingt-cinq ans de bonheur de René Jayet : Blondel
- 1943 : La Ferme aux loups de Richard Pottier : Latripe
- 1943 : Adrien de Fernandel : Nortier
- 1944 : Cécile est morte de Maurice Tourneur : Lucas
- 1945 : Les Caves du Majestic de Richard Pottier : Lucas
- 1945 : Le Roi des resquilleurs de Jean Devaivre : Ledoux
- 1946 : Roger la Honte de André Cayatte : Pivolot
- 1946 : La Revanche de Roger la Honte de André Cayatte : Pivolot
- 1947 : La Femme en rouge de Louis Cuny : Hector
- 1947 : Le Mannequin assassiné de Pierre de Hérain : Charles
- 1948 : Métier de fous de André Hunebelle : François
- 1949 : La Patronne de Robert Dhéry
- 1949 : Deux amours de Richard Pottier : Coldebrousse
- 1949 : Scandale aux Champs-Élysées de Roger Blanc : Vincent
- 1949 : Ronde de nuit de François Campaux : Poireau
- 1949 : Millionnaires d'un jour d'André Hunebelle : le maire de Villeneuve / The Mayor
- 1949 : Branquignol de Robert Dhéry : l'homme qui a chaud

### Années 1950
- 1950 : Le 84 prend des vacances de Léo Joannon : l'aubergiste Gabriel
- 1950 : Sans tambour ni trompette de Roger Blanc : André Berbezieux de Saint-Rozay
- 1950 : La Rue sans loi de Marcel Gibaud : Sparadra
- 1950 : Brune ou blonde de Jacques Garcia - (court métrage)
- 1951 : Boîte à vendre de Claude-André Lalande - (court métrage)
- 1951 : Le Chéri de sa concierge de René Jayet : Bébert La Bredouille
- 1951 : Folie douce de Jean-Paul Paulin : Capitaine Edgar Morgan
- 1951 : Moumou de René Jayet : Commissaire Germain
- 1951 : Ma femme est formidable de André Hunebelle : l'homme qui cherche Maurice Escande
- 1951 : Musique en tête de Georges Combret et Claude Orval : le directeur
- 1952 : Un jour avec vous de Jean-René Legrand : l'aubergiste
- 1952 : Grand Gala de François Campaux : Michel
- 1952 : Les femmes sont des anges de Marcel Aboulker : le brigadier
- 1953 : Tambour battant de Georges Combret
- 1953 : La Pocharde de Georges Combret : Berthelin
- 1953 : Le Collège en folie de Henri Lepage
- 1953 : Boum sur Paris de Maurice de Canonge : lui-même, apparition
- 1954 : Leguignon guérisseur de Maurice Labro : le patron du bistrot
- 1954 : Faites-moi confiance de Gilles Grangier : Bombardon
- 1955 : La Tour de Nesle de Abel Gance : le grand ménestrel
- 1956 : Le Pays d'où je viens de Marcel Carné
- 1956 : Quelle sacrée soirée de Robert Vernay
- 1956 : Printemps à Paris de Jean-Claude Roy
- 1957 : Pas de grisbi pour Ricardo de Henri Lepage
- 1957 : L'amour descend du ciel de Maurice Cam : le père de Dédé
- 1957 : Une nuit aux Baléares de Paul Mesnier : Fernand
- 1957 : Du sang sous le chapiteau de Georges Péclet
- 1957 : Trois marins en bordée de Émile Couzinet : le brigadier de gendarmerie Bonardan
- 1957 : C'est arrivé à 36 chandelles de Henri Diamant-Berger
- 1958 : C'est la faute d'Adam de Jacqueline Audry : Jean-Luc
- 1958 : Les Gaîtés de l'escadrille de Georges Péclet : le professeur Minute
- 1958 : Le Tombeur de René Delacroix : M. Eugène Lautier
- 1958 : En bordée de Pierre Chevalier : le Bosco
- 1959 : Minute papillon de Jean Lefèvre : Duret

### Années 1960
- 1961 : À rebrousse-poil de Pierre Armand
- 1962 : La Fille du torrent de Hans Herwig
- 1962 : Césarin joue les étroits mousquetaires d'Émile Couzinet
- 1962 : Les Filles de La Rochelle de Bernard Deflandre
- 1962 : Le Diable et les Dix Commandements de Julien Duvivier : le brigadier (segment Bien d'autrui ne prendras)
- 1965 : L'Or du duc de Jacques Baratier : le bougnat
- 1966 : La Bourse et la Vie de Jean-Pierre Mocky : Pierre Robinhoude

## Théâtre
- 1942 : Colinette de Marcel Achard, mise en scène Pierre Dux, théâtre de l'Athénée
- 1947 : Revue de Rip, mise en scène Robert Pisani, théâtre de l'Étoile

## Publication
- Gabriello : Souvenirs d'un homme de poids, préfaces de Marcel E. Grancher et de Roméo Carlès, notice de Raymond Souplex, Les Éditions Rabelais, Paris, 1951  (BNF 32141874)